# Ковалево-Парцеле (Великопольське воєводство)
Ковалево-Парцеле (пол. Kowalewo-Parcele) — село в Польщі, у гміні Слупца Слупецького повіту Великопольського воєводства.
У 1975-1998 роках село належало до Конінського воєводства.